# Алексейчук, Тимофей Данилович
Тимофе́й Дани́лович Алексейчу́к (6 февраля 1921 года — 16 декабря 2010 года) — советский офицер, участник Великой Отечественной войны, капитан, командир стрелкового батальона 197-го стрелкового полка 99-й стрелковой дивизии 94-го стрелкового корпуса 1-й гвардейской армии 1-го Украинского фронта. Герой Советского Союза (10.01.1944), полковник в отставке.

## Биография
Родился в посёлке Комаричи, Радогощская волость, Севский уезд, Брянская губерния (ныне — райцентр в Брянской области) в 1921 году, в семье рабочего. По национальности белорус. В 1939 году призван в Красную Армию. В 1941 году окончил Ташкентскую объединённую военную школу имени В. И. Ленина.
С ноября 1942 года на фронтах Великой Отечественной. Воевал в Закавказском, Северо-Кавказском и 1-м Украинском фронтах. В 1943 году вступил в партию ВКП(б)/КПСС.
Особо отличился комбат Алексейчук в ходе боёв по освобождению Украинской ССР (Киевской и Житомирско-Бердичевской наступательных операций). 26 декабря 1943 года во время боя за село Студеница (Коростышевский район Житомирской области Украины) он, будучи раненым, не покинул поле боя, а уже 31 декабря 1943 года стрелковый батальон под его командованием прорвал оборону гитлеровцев и первым входит в город Житомир, уничтожив при этом десять вражеских танков и до трёхсот солдат и офицеров противника.

Указом Президиума Верховного Совета СССР «О присвоении звания Героя Советского Союза генералам, офицерскому, сержантскому и рядовому составу Красной Армии» от 10 января 1944 года за «образцовое выполнение боевых заданий командования на фронте борьбы с немецкими захватчиками и проявленные при этом отвагу и геройство» капитану Алексейчуку Тимофею Даниловичу присвоено звание Героя Советского Союза с вручением ордена Ленина и медали «Золотая Звезда».

По окончании войны продолжил службу в вооружённых силах СССР. Выпускник Военной академии имени М. В. Фрунзе 1947 года. В 1976 году вышел в отставку в звании полковника.
Жил в городе Москве. До ухода на пенсию преподавал в Московском экономико-статистическом институте.

## Награды и звания
- Медаль «Золотая Звезда» Героя Советского Союза (№ 2148)
- Орден Ленина
- Два ордена Красного Знамени
- Орден Отечественной войны I степени
- Два ордена Красной Звезды
- Медали, в том числе:
  - Медаль «За победу над Германией в Великой Отечественной войне 1941—1945 гг.»
  - Юбилейная медаль «Двадцать лет Победы в Великой Отечественной войне 1941—1945 гг.»
  - Юбилейная медаль «Тридцать лет Победы в Великой Отечественной войне 1941—1945 гг.»
  - Юбилейная медаль «Сорок лет Победы в Великой Отечественной войне 1941—1945 гг.»
- Иностранные медали
- Почётный гражданин города Зноймо в Чехии